# Б'яска
Б'яска (італ. Biasca) — місто  в Швейцарії в кантоні Тічино, округ Рів'єра.

## Географія
Місто розташоване на відстані близько 135 км на південний схід від Берна, 19 км на північ від Беллінцони.
Б'яска має площу 59 км², з яких на 5,5% дозволяється будівництво (житлове та будівництво доріг), 10,5% використовуються в сільськогосподарських цілях, 46,6% зайнято лісами, 37,4% не є продуктивними (річки, льодовики або гори).

## Демографія
2019 року в місті мешкало 6092 особи (+0,2% порівняно з 2010 роком), іноземців було 34%. Густота населення становила 103 осіб/км².
За віковим діапазоном населення розподілялося таким чином: 18,9% — особи молодші 20 років, 57,1% — особи у віці 20—64 років, 24% — особи у віці 65 років та старші. Було 2680 помешкань (у середньому 2,2 особи в помешканні).
Із загальної кількості 3064 працюючих 60 було зайнятих в первинному секторі, 766 — в обробній промисловості, 2238 — в галузі послуг.